# José Augusto Borges Nascimento
José Augusto Borges Nascimento (* 7. März 1959 in Bahia), auch Zé Augusto genannt, ist ein brasilianischer Fußballtrainer.

## Karriere
Als Spieler war Zé Augusto nur bei brasilianischen unterklassigen Teams aktiv. Nach seiner aktiven Laufbahn stieg er in das Trainergeschäft ein und kam in die Nachwuchsabteilung von Corinthians São Paulo. 2007 löste er kurzzeitig Émerson Leão als Cheftrainer der Profimannschaft ab und ersetzte diesen interimsweise. Am 7. April 2007 gab Zé Augusto dann sein Debüt auf diesem Posten im Wettbewerb um die Staatsmeisterschaft von São Paulo gegen den unterklassigen Verein América Futebol Clube (SP). Elf Tage später, am 18. April, war er letztmals in dieser Position für die Corinthians-Spieler tätig, ehe er durch Paulo César Carpeggiani ersetzt wurde. Insgesamt betreute er das Team in drei Pflichtspielen, wovon er keins verlor. Anschließend wechselte er wieder in den Nachwuchsbereich des Klubs. Zu seinen größten Entdeckungen zählt der Offensivspieler Lulinha, den er zu seinem Profidebüt am 7. April verhalf. Im August wurde Carpeggiani nach nur fünf Monaten entlassen und Zé Augusto erneut als Feuerwehrmann eingesetzt. Doch auch er konnte der Mannschaft im Abstiegskampf kaum neue Impulse versetzen und wurde Ende September 2009 durch Nelsinho Baptista abgelöst. Zu seinen weiteren Entdeckungen im Nachwuchsbereich des Vereins zählen u. a. Willian und der spätere Nationalspieler Jô. Zé Augusto konnte sich auf Dauer aber nicht als Trainer etablieren.